# Józefa Palmowska
Józefa Janina Palmowska (ur. 19 marca 1934 w Tworkowicach, zm. 24 maja 2021 w Warszawie) – polska polityk, posłanka na Sejm PRL IX kadencji.

## Życiorys
Była córką Lucjana i Ireny. W 1956 uzyskała tytuł inżyniera ogrodnika w Szkole Głównej Gospodarstwa Wiejskiego w Warszawie i podjęła pracę jako agronom specjalista w Państwowym Ośrodku Maszynowym w Kozietułach. Następnie pracowała jako agronom rejonowy, agronom ogrodnictwa oraz inspektor kwarantanny i ochrony roślin w Prezydium Powiatowej Rady Narodowej w Grójcu. Od 1960 pracowała w Powiatowym Związku Gminnych Spółdzielni „Samopomoc Chłopska” w Grójcu jako samodzielny referent, starszy instruktor-agronom i wiceprezes ds. produkcji rolnej. Była dyrektorem Wojewódzkiego Związku Spółdzielni Rolniczych „Samopomoc Chłopska” w Radomiu. W 1962 wstąpiła do Polskiej Zjednoczonej Partii Robotniczej, gdzie była członkinią Komisji Kobiet Komitetu Centralnego. Zasiadała w Radzie Krajowej i w Radzie Miejsko-Gminnej Patriotycznego Ruchu Odrodzenia Narodowego. Była także przewodniczącą Krajowego Komitetu Spółdzielczyń, członkinią prezydium Naczelnej Rady Spółdzielczej, członkinią Egzekutywy Komitetu Kobiet Międzynarodowego Związku Spółdzielczego. W latach 1985–1989 pełniła mandat posłanki na Sejm PRL IX kadencji w okręgu Radom, zasiadając w Komisji Administracji, Spraw Wewnętrznych i Wymiaru Sprawiedliwości, Komisji Rynku Wewnętrznego i Usług, Komisji Nadzwyczajnej do rozpatrzenia projektów ustaw zmieniających przepisy dotyczące rad narodowych i samorządu terytorialnego, Komisji Nadzwyczajnej do rozpatrzenia projektów ustaw o stosunku Państwa do Kościoła Katolickiego, o gwarancjach wolności sumienia i wyznania oraz o ubezpieczeniu społecznym duchownych oraz w Komisji Nadzwyczajnej do rozpatrzenia projektu ustawy o mieniu komunalnym.